# Рутыч, Николай Николаевич
Николай Николаевич Рутченко (Рутыч; 29 марта [11 апреля] 1916, Одесса — 4 мая 2013, Аньер-сюр-Сен) — историк и общественный деятель. Будучи советским офицером, во время Великой Отечественной войны попал в плен и стал коллаборационистом, затем был членом НТС. 

## Биография
Родился в семье офицера-дроздовца Николая Алексеевича Рутченко (1883-1920) расстрелянного в ходе проведения красного террора в Крыму, и его супруги — Натальи Петровны, урожд. Лашкаревой, дочери профессора Киевской духовной академии и Киевского университета, юриста Петра Александрович Лашкарева. В середине 1920-х годов ее арестовали мать. Николай стал жить в Ленинграде, на воспитании в семье архитектора Б.К. Рериха. Мать освободили в начале 1930-х годов. 
В 1934—1935 годах учился на рабфаке Ленинградского государственного университета, по окончании которого поступил на исторический факультет университета. Среди его сокурсников был Лев Гумилев. В 1939 году окончил ЛГУ по специальности «история». Работал лектором в Ленинградском областном лектории, затем заведующим кабинетом истории СССР и старшим лаборантом Ленинградского педагогического института им. М. Н. Покровского. Во время учёбы, после двухгодичной военной подготовки и военных сборов, в сентябре 1937 года присвоено воинское звание — «младший лейтенант РККА».
В сентябре 1939 года был призван в армию в звании младшего лейтенанта запаса. Во время советско-финской войны 1939—1940 годов принимал участие в боевых операциях, был награждён орденом Красной Звезды. 23 июня 1941 года был призван по мобилизации, направлен для службы в 62-ю бригаду войск НКВД.
Согласно официальной биографии самого Рутыча[прояснить], в августе 1941 года он был пленён частями немецкой армии в районе деревни Чаща, получив лёгкое ранение. Начал работать переводчиком в Гатчинском СД, затем ведущим допросы. Принимал активное участие в так называемом движении «третьей силы». В Народно-трудовой союз российских солидаристов (НТС) вступил в 1942 году, тогда же был кооптирован в его совет. В том же году прибыл по заданию НТС в Днепропетровск, где познакомился с будущим главой НТС, основателем издательства «Посев» Е. Р. Романовым (Островским). С осени 1942 года числится сотрудником особой команды «Цеппелин» при Оперативной группе «А» полиции безопасности и СД. В январе 1944 года был арестован гестапо, прошёл через гитлеровские тюрьмы и концлагеря, где содержался в особых, комфортных условиях (Заксенхаузен, Флоссенбург, Дахау). После мая 1945 года скрывался в лагерях для перемещённых лиц под Римом. Советскими властями внесен под № 58 в список военных преступников, разыскиваемых органами госбезопасности.
В конце 1940-х годов переехал в Париж, где занялся восстановлением местного отделения НТС. Затем перебрался во Франкфурт-на-Майне. Занялся агитационной работой, в основном с персоналом советских посольств, торгпредств и других учреждений по всей Европе. Позже вернулся в Париж. С 1946 по 1966 годы — член Совета НТС.
Публикация его книги «КПСС у власти» в 1960 году вызвала большой резонанс на Западе и сделала имя Рутыча известным не только среди русской эмиграции, но и в широких кругах западной общественности. Как непримиримый антикоммунист, представитель правого крыла НТС во время визитов первых лиц СССР в Париж высылался на остров Корсика, как правило, вместе с А. П. Столыпиным (сыном премьер-министра России). Впоследствии Рутыч стал отходить от полит. работы и занялся исторической и публицистической деятельностью, печатая свои работы в различных эмигрантских изданиях: «Мысль» (1953—54), «Наши дни» (1955—66), «Грани», «Посев».
В 1960-е годы работал политическим обозревателем на Радио «Свобода». В начале 1980-х годов — главный редактор журнала «Грани». Как учёный специализировался на истории России начала XX века, изучении белого движения. В квартире Рутыча собрана коллекция архивных документов участников белого движения. В последние годы жил в местечке Аньер под Парижем.
Жена — Анна Анатольевна Рутченко (урожд. Талызина) (1919—2018). Их семьи русских эмигрантов.
Дочь — Мария

## Версия о службе в Гатчинском СД
В Центральном архиве ФСБ хранятся документы, из которых следует, что Николай Николаевич Рутыч (Рутченко) в годы Великой Отечественной войны числился сотрудником Гатчинского СД, руководил и лично принимал участие в расстрелах советских граждан и партизан. Создатели серии фильмов «Охотники за нацистами» в содействии с Центральным архивом ФСБ России собрали свидетельства причастности Рутченко-Рутыча к Гатчинскому СД, расстрелам советских граждан и партизан. Основой этих материалов служат запротоколированные свидетельские показания, сделанные различными лицами во время допросов советскими органами безопасности и хранившиеся в разных следственных делах. Авторам фильма также удалось разыскать свидетелей тех событий, оставшихся в живых жителей города. Авторы фильма утверждали, что Рутченко был офицером СД. Однако, не предъявляют немецких приказов о присвоении Рутченко офицерских званий (что странно, учитывая, что Гатчинский архив СД был захвачен НКВД) и включении его в расстрельные команды. Сам Рутченко не отрицает своей службы в качестве переводчика.
Также о работе Рутченко в СД упоминается в воспоминаниях председателя НТС В. М. Байдалакова, вышедших в Москве в 2002 году.
«Звонит С. П. Рождественский их „Нового Слова“. Шлёт ко мне человека из-под Гатчины. Открываю дверь на его звонок — подтянутый брюнет, лет тридцати, интеллигентен, поручик СД. Приехал из русского отряда в рядах войск СД. Представляется — Николай Николаевич Рудченко-Рутич. Рассказывает свою биографию: аспирант исторического факультета, ученик академика Грекова: когда вспыхнула война решил перейти к немцам, для чего „записался“ в формировавшийся отряд советских парашютистов, попал таким путём в немецкий тыл, поступил в войска СД, познакомился вскоре в прифронтовой полосе с людьми из НСНП и вступил в его ряды. Хотя биография его была явно приглажена и лакирована, был принят нами в Берлине с распростёртыми объятиями — там будет видно».
Однако, в книге «Средь земных тревог. Воспоминания» Рутченко описывает тот же эпизод совсем иначе, утверждая, что воспоминания Байдалакова частично подтасованы, предлагает представить оригинальную рукописную страницу с этим текстом, мотивируя, что известна только печатная копия, а Байдалаков всегда писал от руки. Кроме того, приводит фотокопию письма 1946 года Байдалакова к нему, свидетельствующую о прекрасных отношениях с Байдалаковым, что впрочем никак не противоречит тексту мемуаров. Рутченко также заявляет, что представиться Рутычем он никак не мог, так как это имя появилось у него только после войны.
Несмотря на показания и свидетельства пострадавших от допросов и деятельности офицера СД Рутченко, в том числе, коллаборационистов, которых он арестовывал и допрашивал как потенциальных советских агентов, и британской разведки, перехватившей в 1944 году радиосообщения об участии Рутченко в сокрытии военных преступлений нацистов как человека, участвовавшего в массовых казнях и знавшего места захоронений, Н. Н. Рутченко-Рутыч преследовался в СССР с 1942 года только как агент-диверсант, руководивший Гатчинской школой СД. Эта школа должна была готовить сотрудников гитлеровской гражданской администрации Ленинграда, но на практике школа подготовила диверсантов, действовавших в блокадном Ленинграде и разоблачённых, по официальной версии, исключительно благодаря показаниям выкраденного НКВД заместителя Рутченко по школе. Как военный преступник никогда не преследовался на территории СССР и других стран, запросы о его выдаче для предания суду в связи с военными преступлениями никому, никогда и никем не направлялись, а уголовное дело по преступлениям против человечности не возбуждалось. КГБ и ФСБ обосновывали это тем, что амнистия коллаборационистам 1955 года не касалась не только участников расправ над мирным населением, но и агентов-диверсантов, а к смертной казни нельзя приговорить дважды. До своей смерти 4 мая 2013 года он открыто проживал во Франции под своим именем, давал интервью российским СМИ.

## Версия о службе в НКВД/КГБ
Согласно справке, выданной матери Н. Н. Рутченко 26 мая 1942 г., он проходил службу в войсках НКВД.
Многие деятели русской эмиграции (С. П. Мельгунов, Р. Гуль и др.) считали Рутченко агентом советских спецслужб, внедрённым в СД, а затем и в НТС. В частности, его обвиняли в том, что он способствовал выдаче союзниками Советам участников коллаборационистских формирований, содержавшихся в лагерях военнопленных в Италии.
Возможно, что эта версия объясняет тот факт, что СССР никогда не требовал экстрадиции Рутченко как военного преступника, хотя свидетельства его деятельности в СД имелись.

## Сочинения
- Рутченко А.[11], Тюбянский М. Д. Тюренн. — М.: Воениздат, 1939. — 109 с.; 1 схем. : ил., схем.
- КПСС у власти: Очерки по истории коммунистической партии 1917—1957. — Франкфурт-на-Майне: Посев, 1960. — 466 с.
- Белый фронт генерала Юденича: Биографии чинов Северо-Западной армии. — М.: Русский путь, 2002. — 502 с, [8] л. ил: ил., портр.; 22 см. — ISBN 5-85887-130-5
- Н. Рутыч. Биографический справочник высших чинов Добровольческой армии и Вооружённых сил Юга России: Материалы к истории белого движения. — М.; [Париж]: Рос. архив; Regnum, 1997. — 295 с. — ISBN 5-7873-0007-6
- Биографический справочник высших чинов Добровольческой армии и Вооружённых сил Юга России: Материалы к истории Белого движения. — М.: Российский архив; АСТ ; Астрель, 2002. — 377 с. — ISBN 5-17-014831-3 ; ISBN 5-86566-050-0 ; ISBN 5-271-04653-2
- Думская монархия: Ст. разных лет / [Вступ. ст. А. Терещука]. — СПб.: Logos, 1993. — 180,[2] с.; 22 см — (Историческая серия, XIX—XX век). — ISBN 5-87288-055-3
- Средь земных тревог: Воспоминания. — М.: Русский путь; Собрание, 2012. — 608 с. — ISBN 978-5-85887-429-9 ; 978-5-902797-02-9

## Документальное кино
- Документальный сериал «Охотники за нацистами». Часть 4[12][13] — ТВЦ, 2006.
Четвёртая часть цикла целиком посвящена Николаю Николаевичу Рутычу. В фильме предпринимается попытка беседы с самим Рутченко (под предлогом возвращения на родину его архива), поднимается его архивное дело, выявляются ранее не известные факты его биографии (например, его довоенный брак), приводятся протоколы допроса его бывших подчинённых, свидетелей и т. д.
- Документальный сериал «Следствие вели…» Гауляйтер Ленинграда[14] — НТВ, 2006.